# Bryodemella xinjiangensis
Bryodemella xinjiangensis är en insektsart som beskrevs av Yin, X.-c. och Wenqiang Wang 2005. Bryodemella xinjiangensis ingår i släktet Bryodemella och familjen gräshoppor. Inga underarter finns listade i Catalogue of Life.